# Warmley
Warmley – wieś w Anglii, w hrabstwie ceremonialnym Gloucestershire, w dystrykcie (unitary authority) South Gloucestershire. Leży 8 km na wschód od miasta Bristol i 163 km na zachód od Londynu.